# What's My Line?

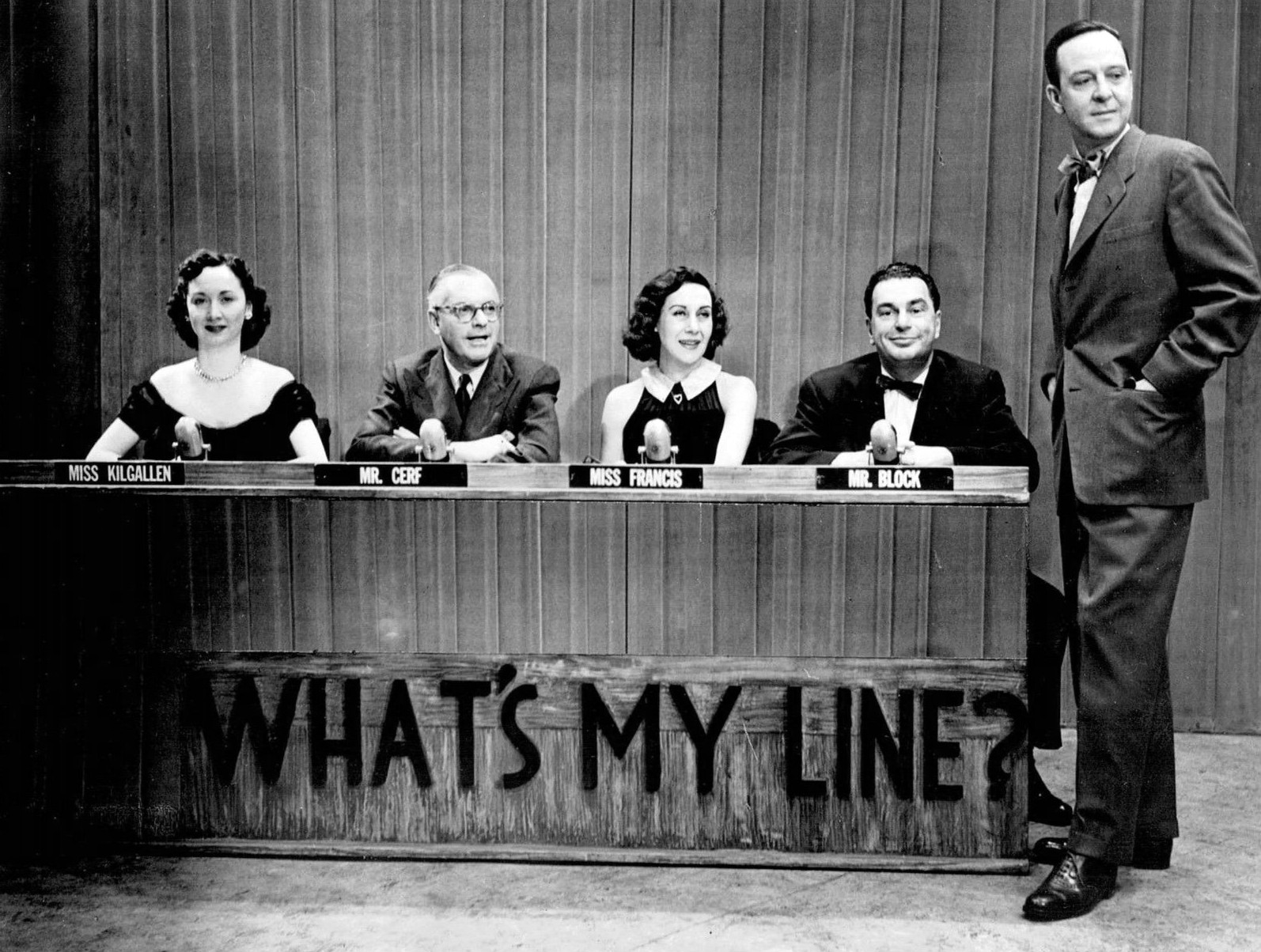
Foto do original do What's My Line?, CBS. A partir da esquerda: Dorothy Kilgallen, Bennett Cerf, Arlene Francis, Hal Block e o apresentador John Daly.

What's my line? (Adivinhe o que ele faz[BR]) foi uma série de TV estadunidense produzida pela CBS no período de 1950 a 1967. A série teve versões em alguns países como Reino Unido, Alemanha, Canadá, Brasil, Coreia do Sul e Venezuela.
A versão brasileira do programa What's my line? surgiu em 1953 e foi apresentada na TV Tupi do Rio de Janeiro por Madeleine Rosay, e na TV Record de São Paulo por Blota Junior.
A atriz Heloísa Helena apareceu no episódio de número 341 da versão estadunidense, que foi ao ar em 16 de dezembro de 1956. Carmen Miranda também participou.